# Лаасме
Ла́асме (ест. Laasme küla) — село в Естонії, у волості Пуурмані повіту Йиґевамаа.

## Населення
Чисельність населення на 31 грудня 2011 року становила 65 осіб.

## Географія
Село Лаасме межує з північною околицею селища Пуурмані.
Поруч з селом проходить автошлях 14150 (Пайнкюла — Пуурмані).